# Cecil Payne
Cecil Payne (14. prosince 1922 Brooklyn, New York, USA – 27. listopadu 2007 Stratford, New Jersey, USA) byl americký jazzový saxofonista a flétnista. Svou profesionální kariéru zahájil v roce 1946 v kapele J. J. Johnsona a krátce poté se seznámil s Royem Eldridgem, se kterým rovněž začal hrát. Během hraní s Eldridgem se seznámil s trumpetistou Dizzy Gillespiem a stal se členem jeho souboru. Vydal několik alb pod svým jménem a spolupracoval s dalšími hudebníky, mezi které patřili Randy Weston, Archie Shepp, Sonny Stitt, John Coltrane, Gene Ammons nebo Kenny Burrell. Jeho bratrancem byl trumpetista Marcus Belgrave a sestrou zpěvačka Cavril Payne. Zemřel na rakovinu prostaty ve věku 84 let.